# Rondo (film, 2012)
Pour les articles homonymes, voir Rondo.
Pour plus de détails, voir Fiche technique et Distribution.
Rondo est un film belge réalisé par Olivier van Malderghem en 2008[réf. nécessaire] et sorti en 2012. 

## Synopsis
En 1943, à la suite de l'occupation, Simon se refuge chez son grand-père Abraham en Angleterre. La guerre provoque des frictions entre eux sur la signification d'être juifs. Ils ne s’entendent pas sur grand-chose. Quand ils apprennent l’holocauste, et donc la disparition probable de leurs proches, ils oublient leurs querelles et tentent d’unir leurs forces... Il faut désormais faire face à cette réalité insupportable.

## Fiche technique
- Titre : Rondo
- Réalisation et scénario : Olivier van Malderghem
- Sociétés de distribution : Ufilm et Saga Film
- Musique du film : Alexeï Aïgui
- Producteurs : Christophe Mazodier et	Hubert Toint
- Création des costumes : Nathalie Leborgne
- Durée : 105 minutes
- Année de production : 2008
- Pays de production : Belgique
- Dates de sortie : 
  - France : 24 juin 2009[réf. nécessaire]
  - France : 28 mars 2012

## Distribution
- Jean-Pierre Marielle: Abraham
- Aurore Clément : Suzanne
- Marina Kobakhidze : Esther
- Agathe Natanson : Philippine
- Julien Frison : Simon
- Claire Vernet : Ita
- Jan Hammenecker
- Michel Israël
- Alice Mazodier : Iris
- Nina Mazodier : Hannah
- Jonathan Sawdon : un pilleur
- Pierre Dherte : Joseph
- Cléry Khedhir : Sam
- Christian Crahay
- John Dobrynine
- John Flanders: Le reporter anglais Michael
- Iulia Alexandra Nastase : Esther
- Jules Brunet
- Philippe Lewis
- Pierre Gerranio
- Davis Freeman
- Eamon O’Hara
- Roeland Doherty
- Bruno Mura
- Erik Lambert
- Jacob Ahrend
- Simon Korn
- Pierre Beaupere[2]